# Melanoplus obespsolus
Melanoplus obespsolus är en insektsart som beskrevs av Rentz, D.C.F. och Weissman 1981. Melanoplus obespsolus ingår i släktet Melanoplus och familjen gräshoppor. Inga underarter finns listade i Catalogue of Life.